# Casamaccioli
Casamaccioli (en cors Casamacciuli) és un municipi francès, situat a la regió de Còrsega, al departament d'Alta Còrsega. L'any 1999 tenia 340 habitants.

## Demografia
| 1962 | 1968 | 1975 | 1982 | 1990 | 1999 |
| ---- | ---- | ---- | ---- | ---- | ---- |
| 266  | 285  | 172  | 140  | 91   | 100  |

## Administració
| Període   | Identitat             | Partit | Qualitat |  |
| --------- | --------------------- | ------ | -------- |  |
| 2001-2008 | Françoise Sabiani     |        |          |  |
| 2008-     | Pierre-Marie Geronimi |        |          |  |

## Personatges il·lustres
- Simon Sabiani